# Ordovícico
| Era Eratema | Período Sistema | Período Sistema | Inicio (millones años) |
| ----------- | --------------- | --------------- | ---------------------- |
| Paleozoico  | Pérmico         | Pérmico         | 298,9±0,15             |
| Paleozoico  | Carbonífero     | Pensilvánico    | 323,4±0,4              |
| Paleozoico  | Carbonífero     | Misisípico      | 358,86±0,19            |
| Paleozoico  | Devónico        | Devónico        | 419,62±1,36            |
| Paleozoico  | Silúrico        | Silúrico        | 443,1±0,9              |
| Paleozoico  | Ordovícico      | Ordovícico      | 486,8±1,5              |
| Paleozoico  | Cámbrico        | Cámbrico        | 538,8±0,6              |

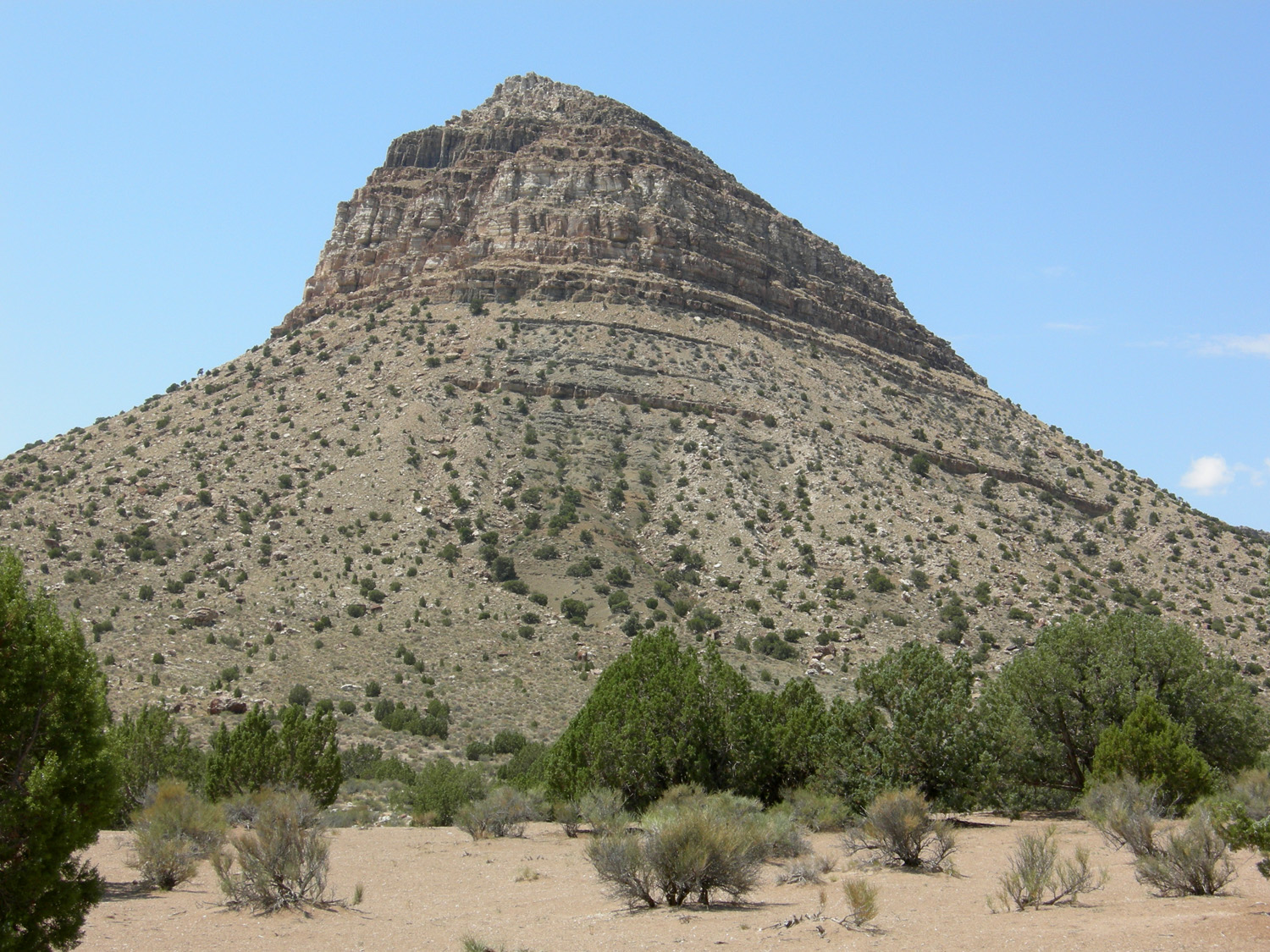
Rocas sedimentarias del Ordovícico en Utah.

El Ordovícico es el segundo sistema y período del Paleozoico en la escala temporal geológica. Sucede al Cámbrico y antecede al Silúrico. Comenzó hace unos 487 millones de años y terminó hace unos 443 millones de años. Debe su nombre a la tribu celta de los ordovicos, que vivieron en el centro y norte de Gales, lugar donde el geólogo inglés Charles Lapworth identificó este sistema en 1879.
Los invertebrados se diversifican en muchas formas nuevas (ej. cefalópodos de concha recta). Primeros corales, braquiópodos articulados (Orthida, Strophomenida, etc), bivalvos, nautiloideos, trilobites, ostrácodos, briozoos, muchos tipos de equinodermos (crinoides, cistoideos, estrellas de mar, etc.), graptolitos ramificados, y otros taxones todos comunes. Aparecen los conodontos (cordados planctónicos primitivos). Primeras plantas verdes y hongos en tierra. Glaciación al final del periodo. Abundan los fósiles, entre los que destacan los trilobites y en algunas regiones se formaron los yacimientos de petróleo y gas.
En este período, un día tenía 21 horas y no había animales en tierra firme por la escasez de oxígeno en la atmósfera.[cita requerida]

## Subdivisiones
| Era Eratema | Periodo Sistema | Época Serie         | Edad Piso                  | Inicio, en millones de años |
| ----------- | --------------- | ------------------- | -------------------------- | --------------------------- |
| Paleozoico  | Pérmico         | Pérmico             | Pérmico                    | 298,9±0,15                  |
| Paleozoico  | Carbonífero     | Carbonífero         | Carbonífero                | 358,86±0,19                 |
| Paleozoico  | Devónico        | Devónico            | Devónico                   | 419,62±1,36                 |
| Paleozoico  | Silúrico        | Silúrico            | Silúrico                   | 443,1±0,9                   |
| Paleozoico  | Ordovícico      | Superior / Tardío   | Hirnantiense Hirnantiano   | 445,2±0,9                   |
| Paleozoico  | Ordovícico      | Superior / Tardío   | Katiense Katiano           | 452,8±0,7                   |
| Paleozoico  | Ordovícico      | Superior / Tardío   | Sandbiense Sandbiano       | 458,2±0,7                   |
| Paleozoico  | Ordovícico      | Medio               | Darriwiliense Darriwiliano | 469,4±0,9                   |
| Paleozoico  | Ordovícico      | Medio               | Dapingiense Dapingiano     | 471,3±1,0                   |
| Paleozoico  | Ordovícico      | Inferior / Temprano | Floiense Floiano           | 477,1±1,2                   |
| Paleozoico  | Ordovícico      | Inferior / Temprano | Tremadociense Tremadociano | 486,8±1,5                   |
| Paleozoico  | Cámbrico        | Cámbrico            | Cámbrico                   | 538,8±0,6                   |

La Comisión Internacional de Estratigrafía reconoce tres épocas/series y siete edades/pisos del Ordovícico, distribuidos en orden de los más recientes a los más antiguos (orden estratigráfico) como se muestra en la tabla adjunta.

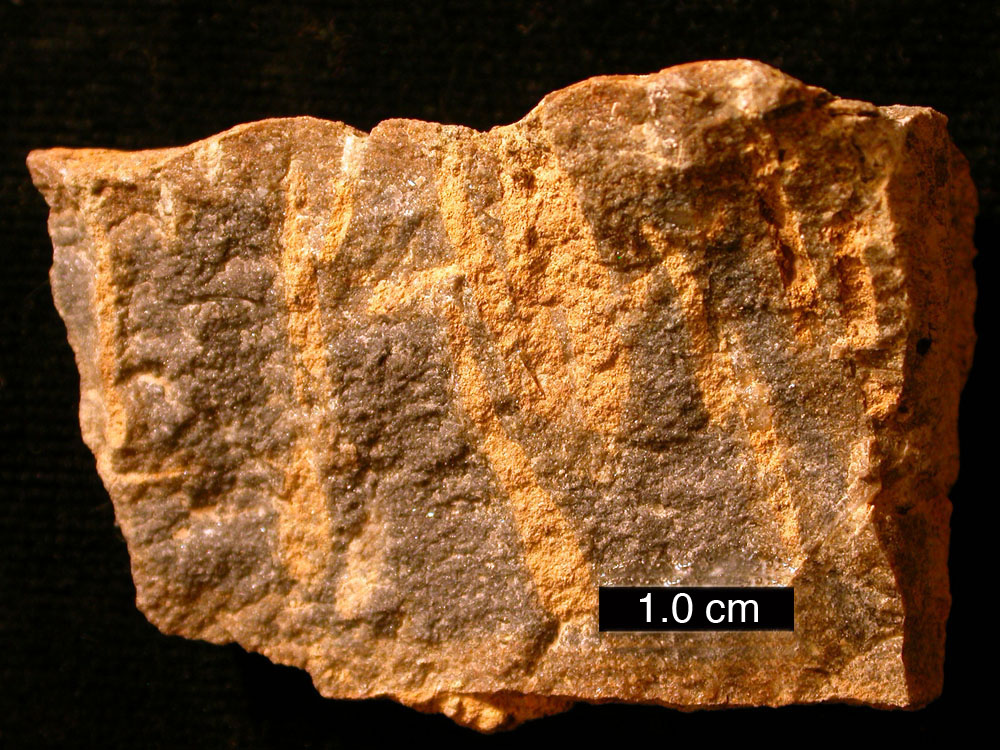
Galerías de Trypanites, un icnofósil del Ordovícico.

## Paleogeografía
Los niveles del mar durante el Ordovícico fueron altos; de hecho durante el Tremadociense, los niveles marítimos fueron los más altos que la Tierra haya experimentado. Las rocas del Ordovícico son principalmente sedimentarias.
Uno de los principales episodios fue la Orogenia Tacónica que se inició en el Cámbrico. Al final del período, Gondwana se había acercado al polo Sur y se congeló. 
En el Ordovícico existían cuatro continentes: Laurentia, Siberia, Báltica y Gondwana. Todos eran bastante pequeños excepto Gondwana que fue el más grande de todos en este período. 

### Hemisferio Norte
En el hemisferio norte se ubican Siberia y una pequeña parte de Laurentia. Este hemisferio durante el Ordovícico estuvo cubierto de agua en su mayoría.

#### Laurentia (Norte)
Una pequeña parte de este continente se ubicaba en el Hemisferio Norte. Esta parte estaba constituida por Canadá y Groenlandia.

#### Siberia
Siberia fue el continente más pequeño de todos en este periodo. Se ubicaba en el noreste de Laurentia y estaba rodeado por los grandes océanos Paleotetis y Pantalasa.

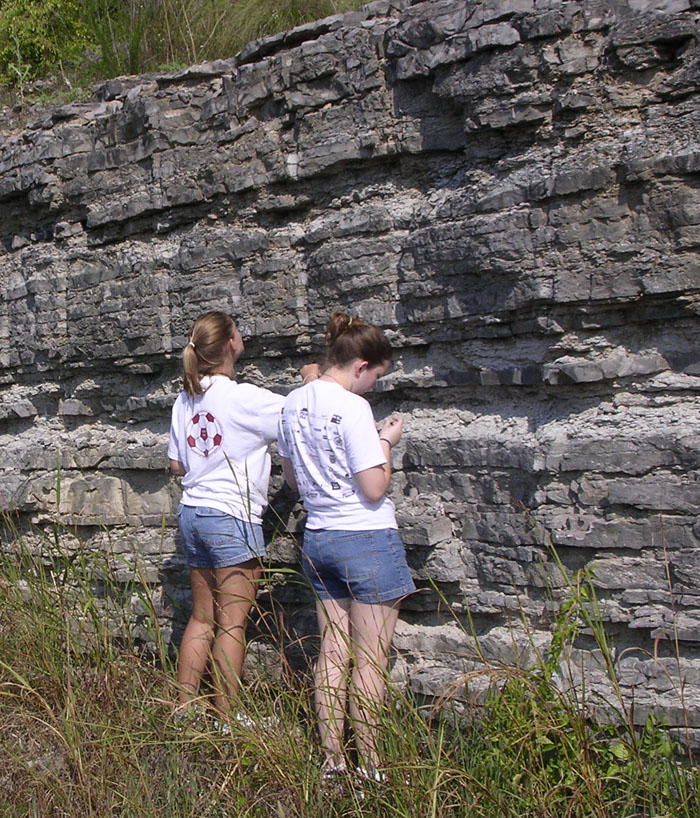
Estratos del Ordovícico.

### Hemisferio Sur
En el hemisferio sur se ubicaban tres continentes: Laurentia, Gondwana y Báltica, aunque solo estaba una mitad de Laurentia en este hemisferio. 

#### Laurentia (Sur)
Mayor parte de este continente se encontraba en el Hemisferio Sur. El país que permanecía en tierra firme era solo Canadá, los que estaban escondidos bajo el agua era Estados Unidos y México.

#### Gondwana
Gondwana se movió un poco más para el norte, hasta llegar a la línea ecuatorial. Este continente estaba formado en el norte por la Antártida y Australia, en el centro por la India y una parte de África y de Sudamérica y en el sur por el Sahara y las partes del sur de África y Sudamérica. Un pequeño fragmento de Gondwana, el microcontinente de Avalonia, se desgajó de Gondwana y comenzó a desplazarse hacia el norte en dirección a Laurentia. Como consecuencia de ello, comenzó a formarse el Océano Rheico.

#### Báltica
Báltica era un pequeño continente isla que se encontraba al sureste de Laurentia. Se calcula que era casi de la misma extensión que Siberia, siendo considerado este último el más pequeño de todos. Más adelante en el período, Báltica comenzó a avanzar hacia Laurentia, provocando que el Océano Iapetus disminuyera entre ambos.

## Fauna
Este período comenzó con las extinciones masivas del Cámbrico-Ordovícico y finalizó con las extinciones masivas del Ordovícico-Silúrico. En el Ordovícico predomina una geoquímica en la que la calcita baja en magnesio era el principal precipitado inorgánico marino del carbonato cálcico. En la fauna de invertebrados predominan los esqueletos calcificados.
Aunque menos famosa que la explosión cámbrica, el Ordovícico también destacó por una radiación adaptativa no menos notable, conocida como radiación del Ordovícico o gran evento de biodiversidad del Ordovícico (GOBE, por sus siglas en inglés). Los géneros de la fauna marina se multiplicaron por cuatro, lo que resulta un 12% de toda la fauna marina conocida del eón Fanerozoico. En el Ordovícico abundaron los trilobites, graptolitos, braquiópodos, bivalvos, etc. Pero entre ellos aparecieron nuevos grupos tales como los escorpiones marinos, los Orthoceras, los briozoos y algunos más. Todos eran acuáticos en esa época ya que había mucha falta de oxígeno en la atmósfera, pero se cree que los escorpiones marinos, trilobites y gasterópodos abandonaban las aguas para llegar a las orillas, aunque por eso no pueden ser considerados animales terrestres, dada su necesidad de regresar constantemente al medio acuático para llenar sus branquias.

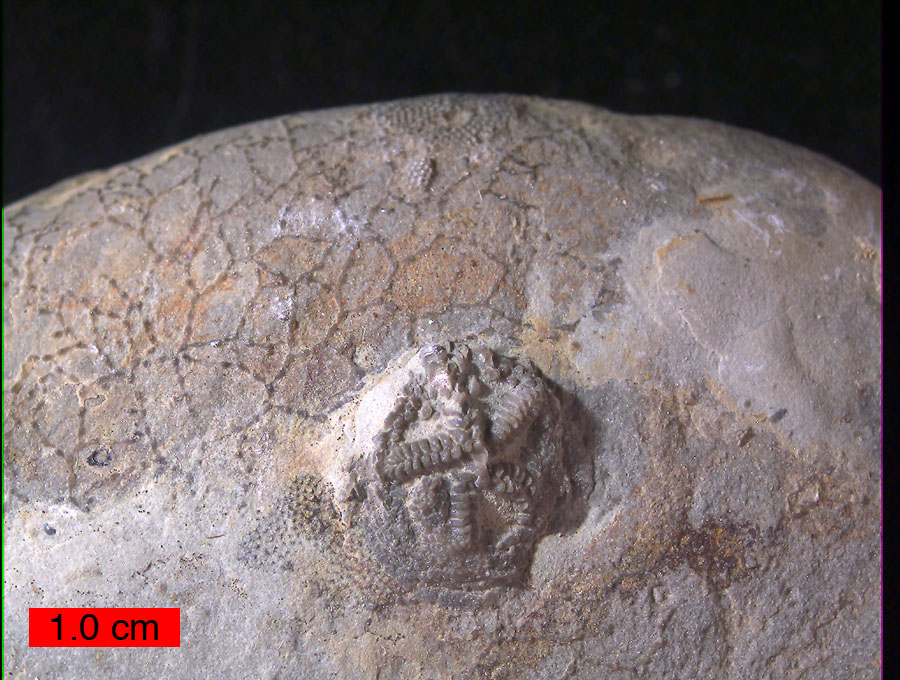
Cystaster stellatus (Equinodermo).

En Norteamérica y Europa, el Ordovícico fue un tiempo de mares someros continentales ricos en vida. Los trilobites y braquiópodos, en particular, eran ricos y diversos. Los primeros briozoos aparecieron en el Ordovícico al igual que los primeros arrecifes de coral. Los corales solitarios se remontan a por lo menos al Cámbrico. Los moluscos, que también había aparecido durante el Cámbrico o el Ediacárico, se convirtieron en comunes y variados, especialmente los bivalvos, gasterópodos y los cefalópodos nautiloideos. 
Previamente se creía que los primeros vertebrados (peces Ostracodermos) aparecieron en el Ordovícico, pero los últimos descubrimientos en China revelan que probablemente se originaron en el Cámbrico. Los primeros peces con mándíbulas aparecieron a finales del Ordovícico.
Durante el Ordovícico Medio se produjo un gran aumento en la cantidad y diversidad de los organismos bioerosivos. Esto se conoce como la revolución bioerosiva del Ordovícico. Se caracteriza por una repentina abundancia de fósiles traza de sustrato duro como Trypanites, Palaeosabella y Petroxestes. Los trilobites del Ordovícico fueron muy diferentes a sus predecesores del Cámbrico, pues muchos desarrollaron extrañas espinas y nódulos de defensa contra predadores tales como los primitivos tiburones y nautiloideos, mientras que otros como Aeglina prisca evolucionaron para convertirse en formas nadadoras.

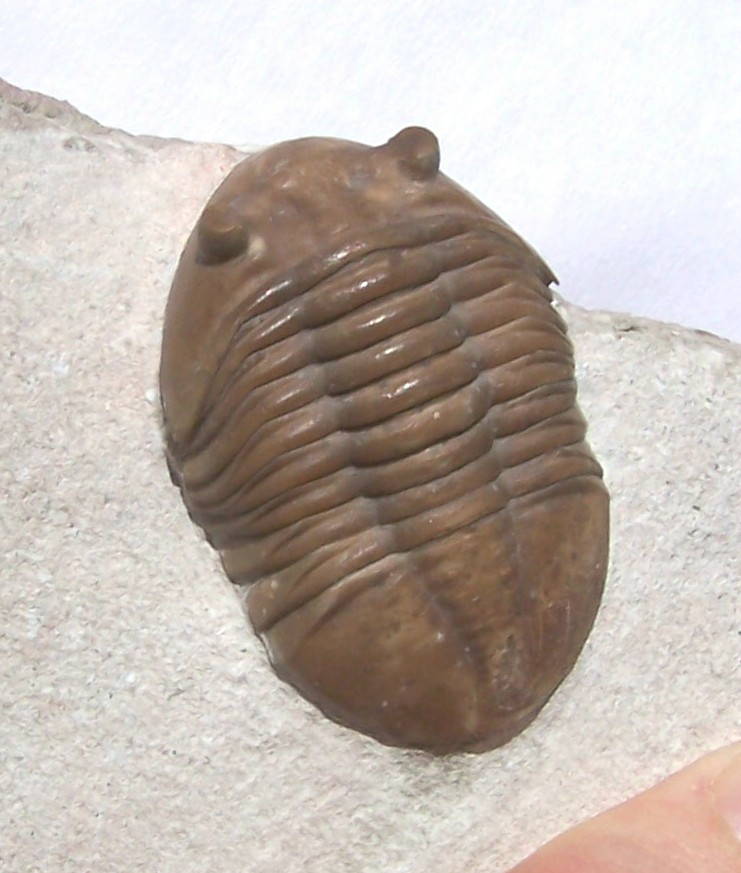
Trilobites
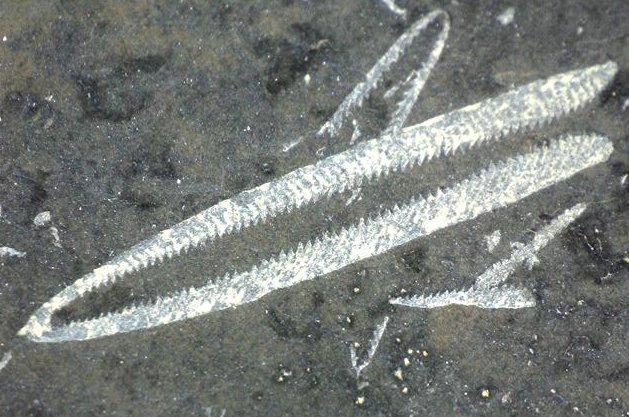
Graptolitos
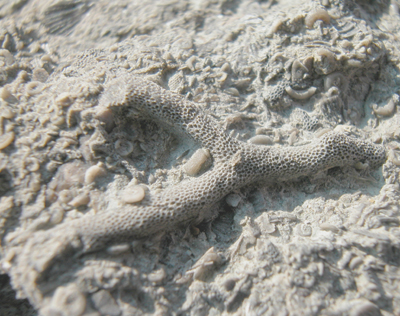
Briozoo
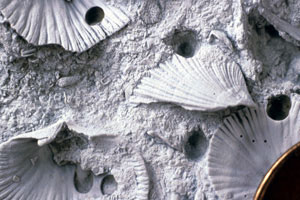
Galerías de Trypanites sobre un fondo duro con conchas de braquiópodos

## Flora
Las algas verdes eran comunes en el Cámbrico Superior y en el Ordovícico. Las primeras plantas terrestres aparecieron en forma de pequeñas plantas no vasculares parecidas a hepáticas. Se han identificado esporas fósiles de plantas terrestres en los sedimentos del Ordovícico Superior.
Los hongos marinos eran muy abundantes en los mares del Ordovícico descomponiendo los cadáveres de los animales y otros desechos. Entre los primeros hongos terrestres pueden haber estado microrrizas arbusculares (Glomerales), que podrían haber jugado un papel fundamental en la colonización de la tierra por las plantas a través de la simbiosis micorrizal, que hace los nutrientes minerales disponibles a las células de las plantas. Se han encontrado hifas de hongos y esporas fosilizados del Ordovícico de Wisconsin con una edad de aproximadamente de 460 millones de años, un momento en que la flora terrestre probablemente constaba sólo de plantas similares a las briofitas.

## Clima
Se estima que el clima en ese tiempo fue cálido y tropical. De hecho en varios lugares había temperaturas muy altas de 40-50 °C y pocas veces hasta 60 °C. Así fue el clima hasta fines del Ordovícico cuando ocurrió una glaciación en casi todos los continentes, principalmente en Gondwana, y se extinguieron muchas de las nuevas especies de este periodo. Esto fue la causa de la extinción masiva del Ordovícico-Silúrico.

## Final del Ordovícico

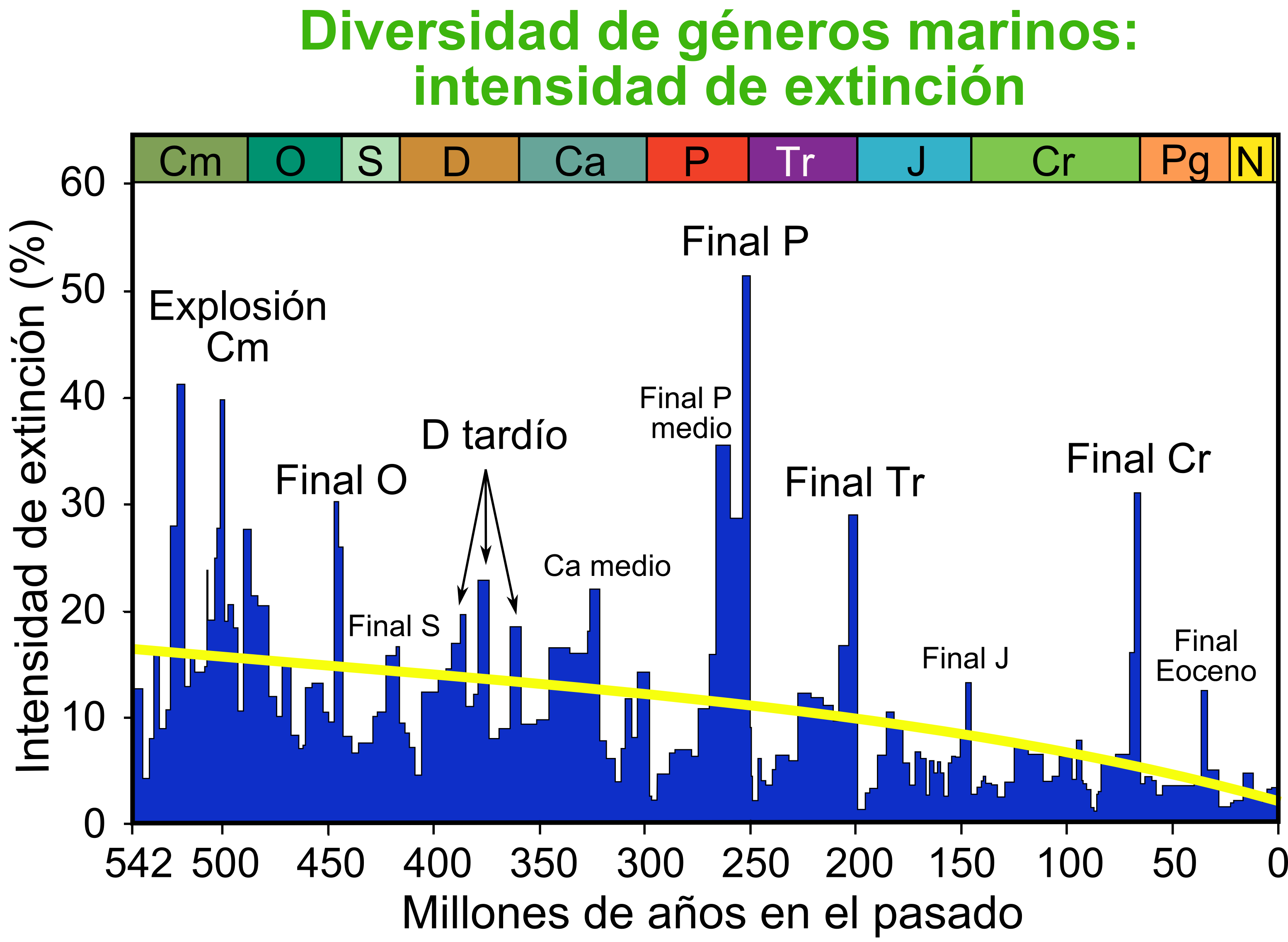
Las extinciones masivas.

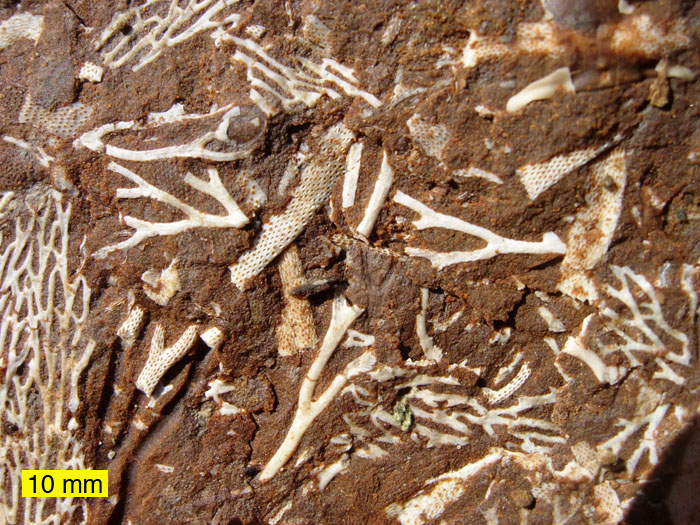
Lutita bituminosa con fósiles de briozoos del Ordovícico de Estonia.

El Ordovícico llegó a su fin con una serie de eventos de extinción que, en conjunto, componen la segunda mayor de las cinco principales que ocurrieron en la historia de la Tierra en términos de porcentaje de géneros que se extinguieron. La única mayor fue la extinción masiva del Pérmico-Triásico. Las extinciones se produjeron hace alrededor de 444-447 millones de años y marcan el límite entre Ordovícico y Silúrico. En ese momento todos los organismos pluricelulares complejos vivían en el mar y aproximadamente el 49% de los géneros de la fauna desaparecieron para siempre. Braquiópodos y briozoos fueron diezmados, junto con muchas familias de trilobites, conodontos y graptolitos.
La teoría más comúnmente aceptada es que estos eventos fueron provocados por una glaciación que puso fin al largo y estable clima invernadero típico del Ordovícico. La glaciación no fue probablemente tan larga como se había pensado al principio. El estudio de los isótopos de oxígeno en los fósiles de braquiópodos pone de manifiesto que probablemente no duró más de 0,5 a 1,5 millones de años. El evento fue precedido por un descenso en el dióxido de carbono de la atmósfera (de 7000 ppm a 4400 ppm), que afectó de forma selectiva a los mares someros, donde vivía la mayoría de los organismos. 
Como el supercontinente Gondwana estaba situado sobre el Polo Sur, las capas de hielo formadas sobre el mismo han sido detectadas en estratos de roca del Norte de África y del Noreste de Sudamérica, que eran las zonas polares en ese momento. La congelación y descongelación de las aguas causaron cambios repetidos en el nivel que inundaron y desecaron grandes zonas, eliminando muchos nichos ecológicos. Las especies limitadas a un único mar epicontinental en un determinado territorio fueron las más gravemente afectadas. Las especies tropicales fueron especialmente afectadas por la primera ola de extinción, mientras que las especies de aguas frías se vieron afectadas en el segundo pulso.
Al final del segundo evento, el deshielo de los glaciares hizo que el nivel del mar subiera y se estabilizara definitivamente. Al inicio del Silúrico se produjo el renacimiento de la diversidad de la vida con la permanente reinundación de las plataformas continentales.